# 6615 Плутарх
6615 Плутарх (6615 Plutarchos) — астероїд головного поясу, відкритий 17 жовтня 1960 року.
Тіссеранів параметр щодо Юпітера — 3,679.